# 樓郁
樓郁（？—？），字子文，明州鄞縣人，北宋時期人物。人稱西湖先生，又與楊適、杜醇、王致、王說合稱四明「慶曆五先生」。

## 生平
樓郁是樓晧之孫，樓杲之子。北宋皇祐五年（1053年）進士，授廬江縣主簿，以祿不及親，遂無從政之意。慶曆八年（1048年），鄞縣建縣學，最初應聘在柳亭設講堂教課，後遷月湖竹洲，前後長達三十年，“鄉人翕然師之”，著名學生有豐稷、舒亶、袁轂、羅適、汪鍔、俞充等。好讀書，“自六經至百家傳記，無所不讀”，家藏逾萬卷，其中手抄本居半。著有《唐書編題》、《正議集》三十卷。卒後舒亶挽聯：“塵埃滿匣空鳴劍，風雨歸舟只載書”，全祖望說：「夷考五先生皆隱約草廬，不求聞達，⋯⋯年望彌高，陶成倍廣，數十年以後，五鄉遂稱鄒魯」。有樓常、樓光、樓肖等五子。